# Международный день, посвящённый терпимости
Международный день, посвящённый терпимости (на других официальных языках ООН: англ. International Day for Tolerance, исп. Día Internacional para la Tolerancia, фр. Journée internationale de la tolérance, кит. 国际宽容日, араб. اليوم الدولي للتسامح‎) — ежегодно отмечается 16 ноября. Этот Международный день был торжественно провозглашён в «Декларации принципов терпимости» ЮНЕСКО. Декларация была утверждена в 1995 году на 28-й Генеральной конференции ЮНЕСКО (резолюция № 5.61).
Под терпимостью (толерантностью) в Декларации понимается «уважение, принятие и правильное понимание богатого многообразия культур нашего мира, наших форм самовыражения и способов проявлений человеческой индивидуальности». Декларация провозглашает «признание того, что люди по своей природе различаются по внешнему виду, положению, речи, поведению и ценностям обладают правом жить в мире и сохранять свою индивидуальность».
Декларация рассматривает угрозы человечеству, которые несёт нетерпимость, предлагает методы и программы борьбы с нетерпимостью.
В 1997 году Генеральная Ассамблея ООН (резолюция № A/RES/51/95) также предложила государствам-членам ООН отмечать этот Международный день. Генеральная Ассамблея в этой резолюции ссылается на свои решения о проведении Года Организации Объединённых наций, посвящённого терпимости; ссылается на Устав ООН, в котором устанавливается, что принцип терпимости должен применяться при предотвращении войн; принимает во внимание решение ЮНЕСКО об утверждении Декларации принципов терпимости.
В своём послании в 2005 году по случаю Международного дня, посвящённого терпимости, Генеральный секретарь ООН говорит, что борьба с нетерпимостью — это одно из главных направлений деятельности ООН. В условиях роста населения и увеличения миграции во всём мире идёт рост ксенофобии и экстремизма. Терпимость, говорится в послании, означает, что надо знать больше друг о друге, выявлять лучшее в традициях и верованиях друг друга. Нужно уважать друг друга как личностей, самостоятельно определяющих свою самобытность, религиозную и культурную принадлежность, как личностей, понимающих, что мы можем ценить свои особенности, не ненавидя особенности других.

## ЮНЕСКО
В 1995 году ЮНЕСКО учредила Премию Маданжита Сингха за поощрение терпимости и ненасилия. Премия учреждена на средства Маданжита Сингха (Madanjeet Singh). Присуждается премия раз в два года в Международный день терпимости организациям и отдельным лицам за деятельность по утверждению терпимости и ненасилия.

## Россия
В Санкт-Петербурге Международный день терпимости отмечается в рамках принятой в 2006 году правительством города программы «Толерантность». При поддержке правительства проводятся чтения, концерты, районные праздники и другие мероприятия. Проведение мероприятий по пропаганде толерантности в школах не обошлось без происшествий. Так, в одной из школ Петербурга, где проходила интерактивная игра, посвящённая дню терпимости, первое место в викторине было присуждено команде школьников под названием «14/88», что не осталось без внимания прессы, так как почётная грамота долгое время висела в фойе школы.